# 爽健美茶
爽健美茶（日语：／ Sōkenbicha */?）是可口可樂公司旗下的茶類飲料（清涼飲料水），1993年由日本可口可樂公司首度以「茶流彩彩 爽健美茶」的名義在日本發表，目前也引進至日本以外地區製銷。

## 原料
薏米、玄米（發芽玄米2%）、大麥、魚腥草、はぶ茶、菊苣、月見草、ナンバンキビ、大麥嫩葉、明日葉、黑芝麻、艾蒿、維他命C。

## 廣告代言人（爽健美人）

### 日本地區
- 1995年 こずえ
- 1996年 本上まなみ
- 1997年 未希
- 1998年 小雪
- 2000年 倉木麻衣
- 2001年 富永愛・滝沢沙織・松下奈緒
- 2002年 川原亞矢子
- 2003年 常盤貴子・伊藤英明（10周年）
- 2004年 中島美嘉
- 2005年 矢田亞希子・マッケンジー・ハミルトン
- 2006年 キム・テヒ・栗山千明・荒川静香
- 2007年 相沢紗世・長谷川潤・上原多香子
- 2008年 杏・すみれ・佐佐木希・VANESSA
- 2009年 竹野内豐・福原美穗・杏
- 2010年 宮崎葵
- 2011年-2012年 武井咲
- 2013年-2015年 綾瀨遙
- 2016年-2019年 土屋太鳳[1]
- 2019年 榮倉奈奈
- 2020年 蒼井優[2]

### 台灣地區
- 2010年 侯佩岑、戴佩妮、張鈞甯
- 2011年 陳綺貞
- 2012年 陳妍希
- 2013年 周渝民
- 2014年-2015年 田馥甄

## 外部連結
- 爽健美茶日本品牌網站 （页面存档备份，存于） （日語）
- 爽健美茶的X（前Twitter）
- 爽健美茶的Instagram帳戶
- YouTube上的爽健美茶播放列表
- 爽健美茶: The Coca-Cola Company （页面存档备份，存于） （日語）
- 品牌介紹｜爽健美茶® （繁體中文）